# A Blue Gender epizódjainak listája
Ez a lista a Blue Gender című animesorozat epizódjainak felsorolását és cselekményét tartalmazza.
| # | Epizód címe               | Első japán sugárzás | Első magyar (A+) sugárzás |
| --- | ------------------------- | ------------------- | ------------------------- |
| 1 | A vég kezdete ONEDAY      | 1999. október 8.    |                           |
| 2031-ben járunk. Az emberiséget már felváltotta a Földön egy dominánsabb faj, a Blue. Kaidó Júdzsi, egy alvó, felébredvén a 22 éve tartó tetszhalálból hirtelen egy rémálomban találja magát. Egyedül, körbevéve ezekkel a rovar-szerű szörnyekkel, Júdzsi egyetlen reménye egy speciális mentőcsapat és egy harcos robotot irányító pilóta, Marlene. |                           |                     |                           |
| 2 | Áttörés CRY               | 1999. október 15.   |                           |
| Júdzsi megtudja a szörnyű igazságot a Blue-ról: az elszaporodásuk a Földön arra kényszerítette az emberiséget, hogy a világűrben keressenek menedéket. Marlene és a felmentő csapat azt a parancsot kapta, hogy élve a Második Földnek nevezett űrállomásra szállítsák Júdzsit és a hozzá hasonló alvókat. De a Blue állandóan körülöttük ólálkodik, így a dolgok nem mindig mennek a tervek szerint.                                                                   |                           |                     |                           |
| 3 | Próbatétel TRIAL          | 1999. október 22.   |                           |
| Belefáradván a tehetetlenség érzésébe ebben az új, ellenséges világban, Júdzsi arra kéri a többieket, képezzék ki, hogy ő is a csapat tagja lehessen. Marlene gyorstalpaló leckét ad neki a fegyverekről, Joey pedig megtanítja a mecha harcos irányításának alapjaira. Felfegyverkezvén az új képességeivel és újdonsült önbizalmával, Júdzsi készen áll a harcra, de egy olyan ellenséggel szemben, mint a Blue, az önhittség halálos lehet...                        |                           |                     |                           |
| 4 | Vívódás AGONY             | 1999. október 29.   |                           |
| Júdzsi nem engedelmeskedik Marlene utasításának, amikor megmenti egy kislány életét, és felfedez egy csoport túlélőt a város romjai közt megbújva. Júdzsi ígéretet tesz a kislánynak, Yungnak, hogy megvédi őt a Blue-tól, ám ez az új cél veszélybe kerül, amikor megtudja a sokkoló igazságot a Második Földről jött megmentőiről... |                           |                     |                           |
| 5 | Áldozat PRIORITY          | 1999. november 5.   |                           |
| A mentőcsapat életben maradt tagjainak be kell jutniuk egy elhagyatott kommunikációs toronyba, mely ma már a Blue fészke. Kétségbeesett kísérletet tesznek, hogy kapcsolatba léphessenek a Második Földdel. Mivel a Blue-k már közelednek hozzájuk, az egyetlen esélyük az életben maradásra, hogy az emberi túlélőket csalinak használva csapdát állítanak a szörnyeknek. Júdzsi megígérte Yungnak, hogy megvédi őt bármi áron - de meg tudja tartani ezt az ígéretet? |                           |                     |                           |
| 6 | Emlékek RELATION          | 1999. november 12.  |                           |
| Júdzsi és Marlene most gyalog utaznak a Bajkonur Űrbázis felé. Feszültség üti fel a fejét kettejük közt, míg Júdzsi szembeszáll a démonokkal, amik kísértik őt ebben az új, lidérces világban. Figyelvén Júdzsi küzdelmét, kezdenek felszínre törni Marlene szörnyű emlékei is a saját múltjából. De Júdzsi tüzes érzései vajon segítenek felolvasztani Marlene jeges páncélját?                                                                                        |                           |                     |                           |
| 7 | A magányos farkas SYMPATH | 1999. november 19.  |                           |
| Útban a Bajkonur felé, Júdzsi és Marlene útját egy durva modorú idegen, Dice keresztezi. A Blue veszélyesen közel lappang, ezért Dice menedéket kínál számukra éjszakára, és Júdzsi bepillantást kap egy látszólag gondtalan életbe. Azonban Júdzsi hamarosan rájön, senki sem maradt a Földön a démonjai nélkül... még Dice sem. |                           |                     |                           |
| 8 | Oázis OASIS               | 1999. november 26.  |                           |
| Egy homokvihar következtében Júdzsi elszakad Marlene-től és Dice-tól. Egy csapat nomád menti meg a sivatagban, és összebarátkozik Elenával, egy fiatal nomád lánnyal. Júdzsi kezdi azt hinni, a békés élet még mindig lehetséges a Földön, azonban egy csapat bandita keményen emlékezteti arra, hogy a világon több fajta veszély is létezik - és ez sosincs messze.                                                                                                   |                           |                     |                           |
| 9 | Válaszút CONFIRM          | 1999. december 3.   |                           |
| Marlene és Dice megtalálják Júdzsit a nomád táboron kívül. Marlene sürgeti Júdzsit, hogy folytassák útjukat a Második Föld felé, de Júdzsi visszautasítja őt. Úgy dönt, hogy Elenával és a népével marad, és hátralévő életét békében éli le. De amikor Marlene-t és Dice-t megtámadja a Blue, Júdzsi kénytelen választani az Elenával való közös élet és a barátai megmentése közt.                                                                                    |                           |                     |                           |
| 10 | A manőver TACTICS         | 1999. december 10.  |                           |
| Marlene és Júdzsi megérkeznek a Bajkonurra, azonban a helyzet az Űrállomáson kaotikus. A létesítmény körül hemzsegnek a Blue-k, a számítógépes védelmi rendszer pedig az embertársaik ellen fordult. Most, egyre fogyó anyagi készlettel és személyzettel, a helyreállító csapatnak tennie kell egy kétségbeesett kísérletet a bázis irányításának visszaszerzésére. |                           |                     |                           |
| 11 | Őrület GO MAD             | 1999. december 17.  |                           |
| A helyreállító csapat tagjainak élete veszélybe kerül, amikor egy renegát tiszt megpróbálja eltéríteni az űrhajót, a saját, önző céljai érdekében. A kísérletét meghiúsítják, azonban ennek az ára az értékes erőforrások elterelése a csatamezőről, ahol Marlene és egy kis csapat Armor Shrike pilóta küzdenek azért, hogy életben maradjanak. |                           |                     |                           |
| 12 | A következmény PROGRESS   | 1999. december 24.  |                           |
| Júdzsi a Második Föld intenzív osztályára kerül, miután megtámadta egy Blue az űrsikló fedélzetén. A Tanács vizsgálatot indít Marlene ellen, akinek meg kell védenie a legutóbbi, Földön tett intézkedéseit. De Marlene-ben felmerül néhány kérdés, és hamarosan gyanakodni kezd, hogy a Tanács a háttérben sötét lépésekre készül a gyógyuló Júdzsival szemben. |                           |                     |                           |
| 13 | Parancsmegtagadás HERESY  | 2000. január 14.    |                           |
| Amikor Júdzsi eltűnik az Orvosi Állomásról, Marlene szembeszáll az utasításokkal és úgy dönt, saját maga keresi meg a fiút. Az Amick Hendar vezette biztonsági erők riasztása miatt Marlene-nek le kell jutnia a Katonai Állomás aljára, hogy megtalálja az egyetlen embert, aki talán tud valamit mondani Júdzsi hollétéről - Szeno Mijagit, a tudományos osztály vezetőjét.                                                                                           |                           |                     |                           |
| 14 | A játszma SET             | 2000. január 21.    |                           |
| Marlene kísérlete, hogy kiszabadítsa Júdzsit a laboratóriumból, amelyben fogva tartják, meghiúsul. Ezúttal Júdzsival az oldalán még egyszer a Tanács elé kell állnia, hogy megvédje a tettét. Amikor a Tanács elnöke, Victor felfedi az alvók begyűjtésének valódi okát, Marlene döbbenten hallja, hogy Júdzsi lehet az emberiség utolsó reménye a Föld visszaszerzésére.                                                                                               |                           |                     |                           |
| 15 | Csak semmi pánik CALM     | 2000. január 28.    |                           |
| Miután az újonnan alakult Sleeper Brigade intenzív, harci kiképzése kezdetét veszi, Júdzsi egy másik fiatal alvó figyelmének középpontjában találja magát. Még a Második Föld steril katonai környezete sem tud legyőzni minden emberi vágyat, de ahogy Júdzsi hamarosan rájön, egy kis emberi érintkezés nagyon sokat érhet. |                           |                     |                           |
| 16 | A jel A SIGN              | 2000. február 4.    |                           |
| Egy nagy támadó erőt küldenek a Földre, a bolygó visszaszerzésére indított kampány első hullámaként. Júdzsit lenyűgözi egy alvó, Tony, aki egyedül kiírt egy Blue fészket. Júdzsi elhatározza, hogy ő lesz a legjobb, bármi áron. De ez az egészségtelen megszállottság, amely Tony iránt dobog, nem lehet, hogy egy sokkal nagyobb probléma tünete? |                           |                     |                           |
| 17 | Elszántság ECLOSION       | 2000. február 11.   |                           |
| Marlene észreveszi, hogy Júdzsi egyre furcsábban viselkedik. Bár a csatatéren olyan erő, amire számíthatnak, de megszállottjává vált a Blue elpusztításának. Júdzsi olyan lett, mint amit mindig is megvetett - hidegvérű gyilkos? |                           |                     |                           |
| 18 | Káosz CHAOS               | 2000. február 18.   |                           |
| Mijagi feltárja Marlene előtt Júdzsi megnövekedett teljesítményének valódi okát: ez a B-sejtek fertőzésének következménye, melyek elkezdték bomlasztani az elméjét. Ha Marlene nem tesz valamit, hogy megállítsa, Júdzsi józan esze hamarosan teljesen elszáll. |                           |                     |                           |
| 19 | Összeomlás COLLAPSE       | 2000. február 25.   |                           |
| Az alvók csapata újabb offenzívát indít a Blue ellen. Júdzsi elveszti a kontrollt a harci vágya felett, ahogy a B-sejtek kezdik elvenni az eszét. Közben lázadás tör ki a Második Földön, és Marlene azon kapja magát, hogy szerves szerepet játszik a Tanács megdöntésére irányuló tervben. De Marlene-nek megvan a saját oka, hogy segítse Szeno Mijagit… |                           |                     |                           |
| 20 | Ellentétek VERSUS         | 2000. március 3.    |                           |
| A második hadművelet katasztrófába torkollik, amikor a Blue öt az egyhez fölénybe kerül a Második Föld erőivel szemben. Míg azonban a harci egységek kétségbeesetten visszavonulnak, Marlene egyre előrébb tör a csatatéren. Tudván a rettenetes igazságot Júdzsi bomló józanságáról, eldönti, hogy szembeszáll vele a saját módján, és visszahozza őt az önpusztítás szakadékának széléről.                                                                            |                           |                     |                           |
| 21 | Túlélők JOKER             | 2000. március 10.   |                           |
| Míg Marlene egy zaklatott Júdzsival repül vissza a Második Földre, Tony az alvók képességét használva beszivárog a Tanácsba, és szabadjára engedi a Blue-t. Az űr a túlélés legújabb csataterévé válik. Ugyanekkor, a Blue valami elképzelhetetlenné mutálódik... |                           |                     |                           |
| 22 | Csalódás DOGMA            | 2000. március 17.   |                           |
| Júdzsi és Marlene beszivárog a Blue által megfertőzött Orvosi Állomásra, és hamarosan újra találkoznak Rick-kel és Soo-val. Míg Soo megpróbálja megmenteni az állomás hibernált civil lakóit, Marlene, Júdzsi és Rick megtámadják a probléma szívét - Tony-t. De mielőtt még elérnék a céljukat, egy váratlan akadály áll az útjukba... |                           |                     |                           |
| 23 | Leszámolás SOLISTE        | 2000. március 17.   |                           |
| Rick súlyosan megsérült, így Marlene és Júdzsi egyedül folytatják az utat az Orvosi Állomáson. Megérkeznek a fő számítógép-terembe, ahol Tony már várja őket. Most Júdzsinak szembe kell néznie a barátjával és egyben riválisával, s az egyetlen módja, hogy megállítsa őt az, ha megöli. |                           |                     |                           |
| 24 | Fogadalom COMPASS         | 2000. március 24.   |                           |
| A túlélők elkezdik újjáépíteni a Második Föld fedélzetét Tony pusztító támadása után. Míg Júdzsi a saját helyén töpreng ebben a gyorsan változó világban, Mijagi, az új igazgató kihirdeti, hogy a Második Föld az emberiség állandó otthona. De disszidensek bujkálnak a sötét sarkokban… és némelyikük fegyvert hord. |                           |                     |                           |
| 25 | Az alagút ADAGIO          | 2000. március 24.   |                           |
| A Földről készült műholdképeken tömeges Blue migráció látszik Dél-Amerikában, és Júdzsi önként jelentkezik, hogy kivizsgálja. A Földre érve ő és a csapata felfedezik, hogy a Blue rejtélyes módon, nyom nélkül eltűnt. Az egyetlen remény, hogy Júdzsi válaszokat kapjon, mélyen a föld alatti, sötét alagutakban fekszik - egy hatalmas Blue fészek. |                           |                     |                           |
| 26 | Végjáték LET ME           | 2000. március 31.   |                           |
| Egy hatalmas Blue bukkant fel a dél-amerikai fészek szívében - ez az egyetlen dolog áll Júdzsi és a válasz közé, amit olyan kétségbeesetten keres. Ha Júdzsi nem nyeri meg ezt a csatát, minden remény elveszett a jövőre nézve - neki, Marlene-nek és az egész emberi fajnak. |                           |                     |                           |

## Fordítás
- Ez a szócikk részben vagy egészben  a   Blue Gender című angol Wikipédia-szócikk ezen változatának fordításán alapul.  Az eredeti cikk szerkesztőit annak laptörténete sorolja fel. Ez a jelzés csupán a megfogalmazás eredetét és a szerzői jogokat jelzi, nem szolgál a cikkben szereplő információk forrásmegjelöléseként.